# Tachycineta
Tachycineta is een geslacht van zangvogels uit de familie zwaluwen (Hirundinidae). De soorten van dit geslacht komen uitsluitend voor in Noord-, Midden- en Zuid-Amerika.

## Soorten
Het geslacht kent de volgende soorten:
- Tachycineta albilinea  – Mangrovezwaluw
- Tachycineta albiventer  – Witbuikzwaluw
- Tachycineta bicolor  – Boomzwaluw
- Tachycineta cyaneoviridis  – Bahamazwaluw
- Tachycineta euchrysea  – Goudzwaluw
- Tachycineta leucopyga  – Chileense zwaluw
- Tachycineta leucorrhoa  – Witstuitzwaluw
- Tachycineta stolzmanni  – Stolzmanns zwaluw
- Tachycineta thalassina  – Groene zwaluw